# Беспорядки в тюрьмах Эквадора (февраль 2021)
23 февраля 2021 года 79 заключенных были убиты и несколько человек получили ранения в результате беспорядков, которые произошли одновременно в четырёх тюрьмах Эквадора. Власти назвали причиной соперничество между бандами в переполненной тюремной системе. Насилие произошло в тюрьмах, расположенных в провинциях Гуаяс, Асуай и Котопахи, в которых содержится почти 70 % от общего числа заключенных в стране.

## Предыстория
По словам официальных лиц, беспорядки начались, когда несколько соперничающих тюремных банд боролись за лидерство и столкнулись в центрах содержания под стражей по всей стране. Власти утверждают, что борьба за лидерство началась ещё в декабре, когда Хорхе Луис Самбрано «Раскинья», лидер Лос Чонерос, самой могущественной банды в эквадорских тюрьмах, был убит в торговом центре в Манте, Эквадор, через несколько месяцев после освобождения. Сообщается, что беспорядки были спровоцированы поиском оружия, проведенным за день до беспорядков, когда у членов Лос Чонерос было изъято два ствола. Полиция считает, что это оружие должно было быть использовано для убийства лидеров четырёх других тюремных банд, которые сформировали союз против Лос Чонерос. Новость об изъятии огнестрельного оружия насторожила членов конкурирующей банды, и они быстро организовали и начали скоординированную атаку на лидеров Лос Чонерос в четырёх разных тюрьмах.

## Жертвы
Первые сообщения подтвердили, что по меньшей мере 50 заключенных были убиты в результате насилия. Для пресечения насилия потребовалось 800 полицейских. В социальных сетях было распространено несколько фотографий и видео, на которых запечатлены обезглавленные и расчлененные заключенные в лужах крови. К 24 февраля число погибших заключенных увеличилось до 79.

## Реакция
Президент Эквадора Ленин Морено объявил временное чрезвычайное положение в пенитенциарной системе, чтобы контролировать насилие в тюрьмах.
После столкновений 28 сентября Эквадор планирует помиловать до 2000 заключенных.

### Беспорядки в ноябре 2021 года в Пенитенсиарии дель Литораль
Агентство Reuters сообщает, что, по последним подсчетам, 68 погибших заключенных были убиты в результате новой волны террора и более десятка серьёзно ранены в ходе другого события во время беспорядков 13 ноября 2021 года в Пенитенсиария-дель-Литораль, на окраине Гуаякиля.